# Shea Ili
Shea Ili (Auckland, 6 ottobre 1992) è un cestista neozelandese.

## Carriera
Con la Nuova Zelanda ha disputato i Campionati oceaniani del 2015, i Campionati asiatici del 2017 e i Campionati mondiali del 2019.